# Castillo de Edsberg
El Castillo de Edsberg (en sueco Edsbergs slott) es una mansión y propiedad localizada en la bahía de Edsviken en el municipio de Sollentuna, al norte de Estocolmo, Suecia.

## Historia
El edificio fue construido en torno a 1630 como finca para Henrik Olofsson. Fue muy poco después de su finalización cedida al conde Gabriel Bengtsson Oxenstierna (1586-1656) quien la modificó en una mansión en 1647. La reina Cristina de Suecia visitó y se hospedó en la casa en 1645. En 1671, cuando la mansión había sido heredada por el hijo Gabriel Gabrielsson Oxenstierna, el rey Carlos XI de Suecia y la reina viuda Eduviges Leonor de Holstein-Gottorp vinieron de visita.
La mansión después perteneció a la familia Rudbeck, el primero de los cuales fue el gobernador de Estocolmo Thure Gustaf Rudbeck (1714-1786). En 1760 reemplazó la antigua construcción de madera con el edificio de piedra todavía en pie y en uso hoy en día. El edificio principal fue probablemente diseñado por el arquitecto Carl Wijnblad en estilo rococó francés simplificado y tenía dos pisos, fachada revocada y dos alas. Malla Silfverstolpe (1782-1861), la nieta de Thure Gustaf Rudbeck, se crio en la finca. Su diario ofrece un vívido y fascinante relato de la vida en Edsberg durante ese tiempo.

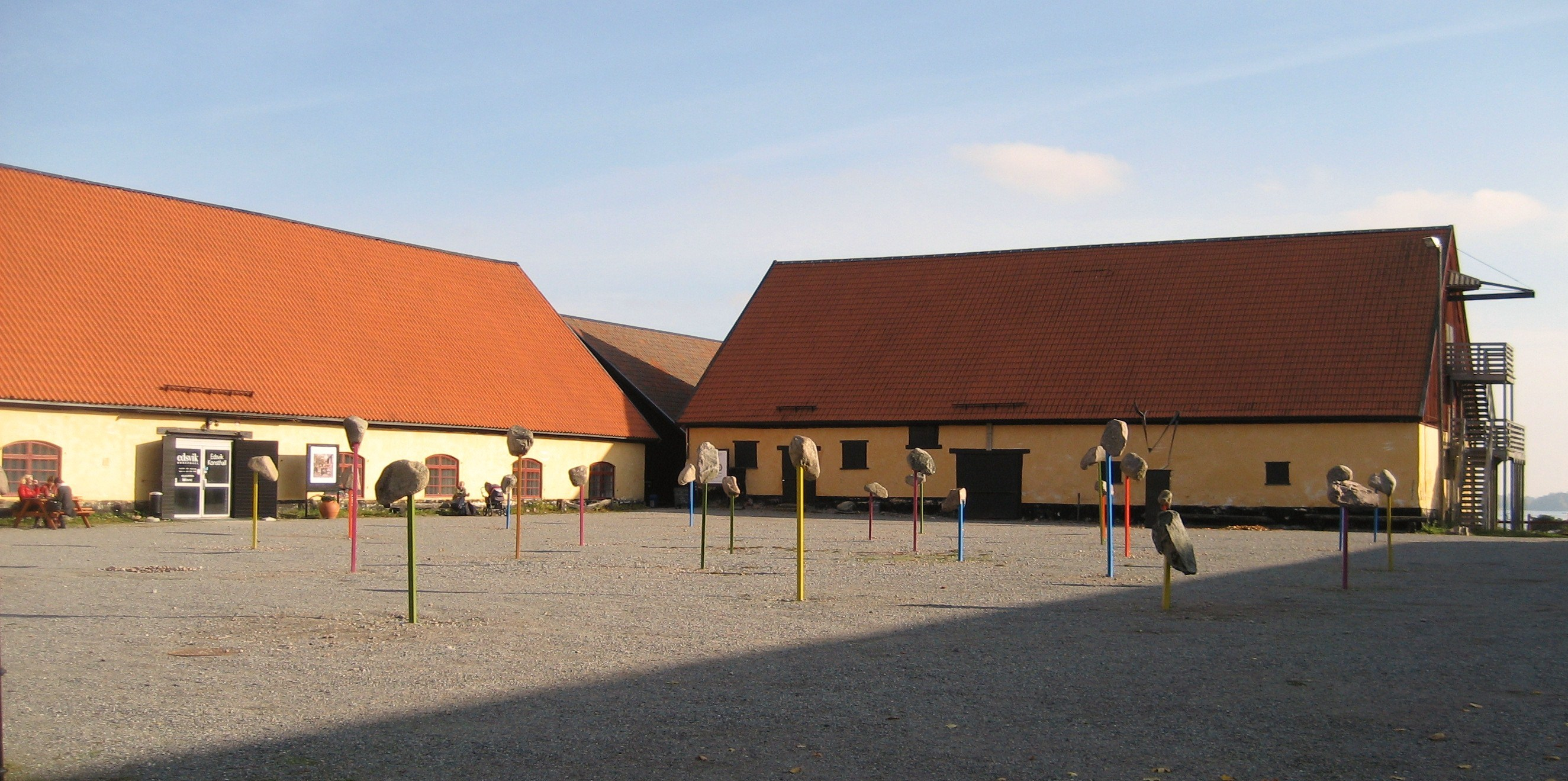
Edsvik Konsthall

## Presente
Miembros de la familia Rudbeck fueron los propietarios de la finca durante unos 200 años, después de lo cual el condado de Sollentuna asumió la propiedad en 1959. Edsberg ha sido objeto de una extensa renovación en la década de 1990 y en 2006, y algunas partes están abiertas hoy al público. La mansión albergó el Sveriges Radios Musikskola (escuela de música de la Radio Nacional Sueca). Ahora alberga el Edsbergs Musikinstitut; la división independiente de música de cámara del Real Conservatorio de Estocolmo. Estudiantes del Conservatorio pasan semestres enteros en la finca para clases especializadas de piano, violín y cello, con énfasis en la música de cámara.
Edsvik Konsthall, una galería de arte, también se halla en las instalaciones.
Los terrenos del Castillo de Edsberg también han albergado festivales exteriores de verano, por ejemplo el Sollentuna Rock & Blues Festival y el Schools Out Festival.